# Chora-chuva-preto
Barbudo-preto ou chora-chuva-preto (nome científico: Monasa nigrifrons) é uma espécie de ave da família Bucconidae. Também é conhecido como bico-de-brasa, bico-de-brasa-da-várzea, bico-de-brasa-de-testa-preta, tanguru-pará ou tamurupará.
É encontrada na Bolívia amazônica, Brasil, Colômbia, Equador e Peru. Seus habitats naturais habitats naturais são florestas subtropicais ou tropicais húmidas de baixa altitude, pântanos subtropicais ou tropicais e florestas secundárias altamente degradadas.
O chora-chuva-preto tem um corpo totalmente preto e um bico vermelho-laranja brilhante. É encontrado em pequenos grupos gregários em florestas de nível inferior a médio, às vezes acompanhando bandos de macacos, ou empoleirados em galhos expostos na beira do rio.

## Subespécies
São reconhecidas duas subespécies:
- Monasa nigrifrons nigrifrons (Spix, 1824) - ocorre das terras baixas do Sudeste da Colômbia até o leste do Peru e na região Norte e Central do Brasil;
- Monasa nigrifrons canescens (Todd, 1937) - ocorre na porção tropical da Bolívia, a leste da Cordilheira dos Andes